# Dirk Gotink
H.G.P. (Dirk) Gotink (Haarlem, 13 augustus 1981) is een Nederlands politicus voor Nieuw Sociaal Contract (NSC). Sinds 16 juli 2024 is hij lid van het Europees Parlement.

## Biografie
Gotink studeerde van 2005 tot 2007 Globaliseringsstudies en Sociologie aan de Universiteit van Freiburg, de Jawaharlal Nehru Universiteit in New Delhi, en de Universiteit van KwaZoeloe-Natal in Durban. Na zijn afstuderen werkte hij als beleidsadviseur voor het CDA in het Europees Parlement. In 2014 was Gotink verkiesbaar als vijfde kandidaat namens het CDA, maar werd niet verkozen. Vervolgens was hij vanaf oktober 2018 woordvoerder voor Manfred Weber, de voorzitter van de fractie van de Europese Volkspartij (christendemocraten).
Gotink was lijsttrekker van Nieuw Sociaal Contract voor de Europese verkiezingen van 6 juni 2024. De partij won een zetel, waardoor Gotink sinds 16 juli 2024 Europarlementariër is.

## Persoonlijk
Gotink is getrouwd en heeft drie kinderen. Hij spreekt zes talen. Naast zijn politieke betrokkenheid is hij een actief sporter; hij is Nederlands kampioen karate geweest en heeft een passie voor honkbal, voetbal en wielrennen. 